# Риц, Юлиус
Август Вильгельм Юлиус Риц (нем. August Wilhelm Julius Rietz; 28 декабря 1812, Берлин — 12 сентября 1877, Дрезден) — немецкий дирижёр, композитор и музыкальный педагог. Сын альтиста Иоганна Фридриха Рица (1767—1828), младший брат скрипача Эдуарда Рица.

## Биография
Родился 28 декабря 1812 года камерного музыканта Иоганна Фридриха Рица (12.06.1767, Люббен — 25.12.1828, Берлин). Его старшим братом был скрипач Эдуард Риц.
Брал первые уроки музыки у своего старшего брата, затем обучался игре на виолончели у Бернхарда Ромберга, изучал композицию под руководством Карла Фридриха Цельтера. Благодаря дружбе своего старшего брата с Феликсом Мендельсоном был поддержан последним после безвременной смерти Эдуарда Рица и в 1834 году стал помощником Мендельсона на посту капельмейстера Дюссельдорфской оперы, годом позже сменил Мендельсона в этой должности, а в 1836 году стал генеральмузикдиректором. В дюссельдорфский период Риц сочинил симфонию соль-минор, многочисленную театральную музыку, несколько увертюр, одна из которых, «Геро и Леандр», в 1841 году была исполнена Оркестром Гевандхауза под управлением Мендельсона.
В 1847 году Риц перебрался в Лейпциг, где руководил Певческой академией, оркестром оперного театра, а с 1848 года — оркестром Гевандхауза (до 1860 года, с перерывом в 1855 году). Одновременно Риц преподавал композицию в Лейпцигской консерватории, где среди его учеников были, в частности, Вольдемар Баргиль, Эрнст Рудорф, Фридрих Хегар, Саломон Ядассон.
В 1859 году Лейпцигский университет удостоил его докторской степени honoris causa. В 1860 году Риц был назначен придворным капельмейстером при саксонском королевском дворе в Дрездене, а в 1874 году — генеральмузикдиректором королевства.

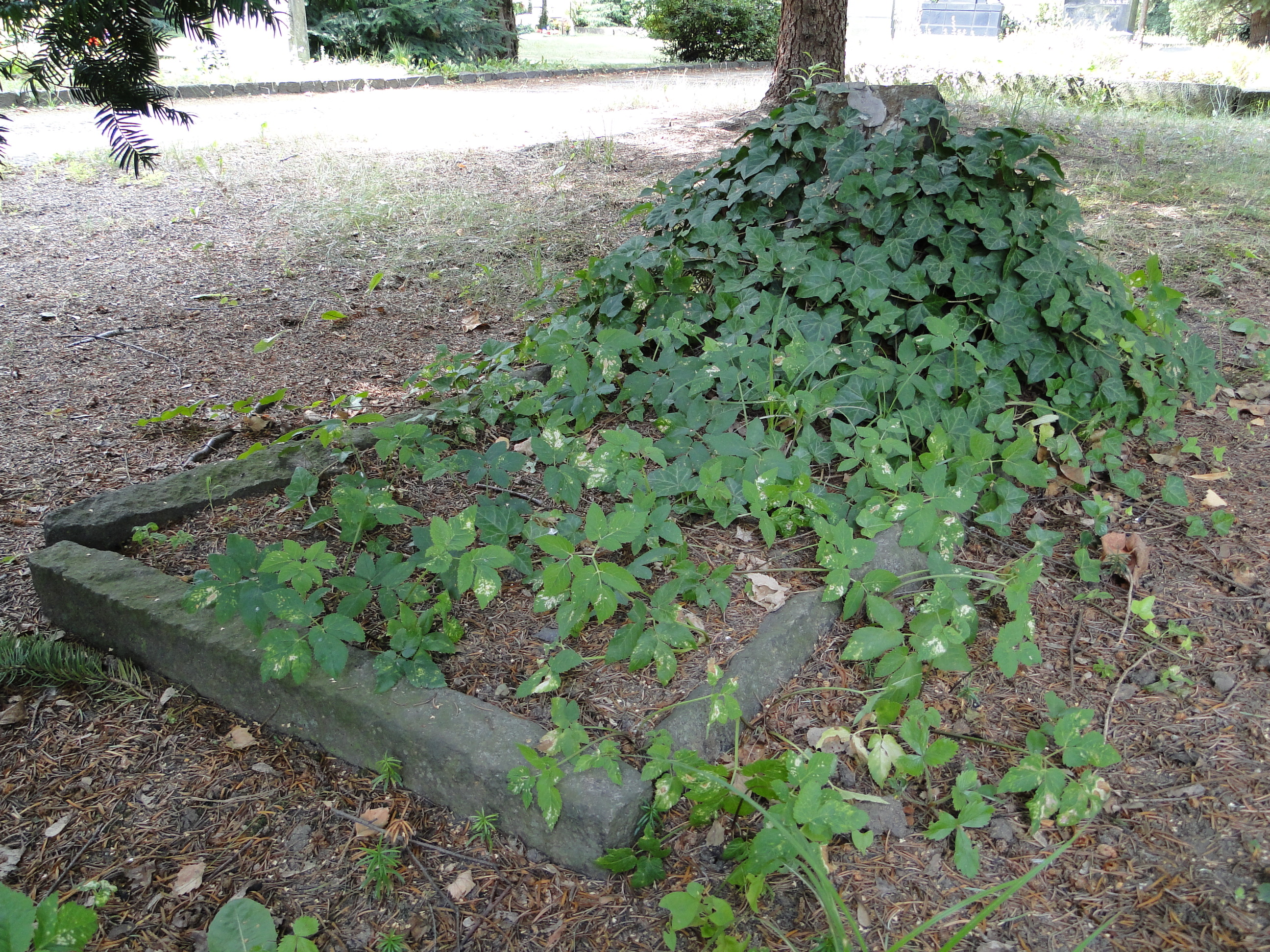
Могила Ю. Рица.

Им были написаны: концертная увертюра A-dur (op. 7) и увертюра к водевилю op. 18.; 4 оперы: «Der Korsar» (1850), «Georg Neumark und die Gambe» (1859), «Jery und Bätely» и «Das Mädchen aus der Fremde» (1839); музыку к драмам, увертюры, симфонии, музыку на «Dithyrambe» Шиллера, мессы, псалмы, мотеты, хоралы, 6 религиозных дуэтов, мужские хоры, много фортепианных песен, 2 концерта для виолончели, скрипичный концерт, концерт для кларнета, концертштюк для гобоя, каприччио для скрипки с оркестром, струнный квартет, скрипичную сонату, сонату для флейты, фортепианные сонаты и пр.
Риц также подготовил к изданию первый том собрания сочинений Георга Фридриха Генделя, которое затем было продолжено Фридрихом Хризандером.
Был награждён орденом Альбрехта и шведским орденом Полярной звезды.
Умер в Дрездене 12 сентября 1877 года и был похоронен на Троицком кладбище.